# Casa del Mercante

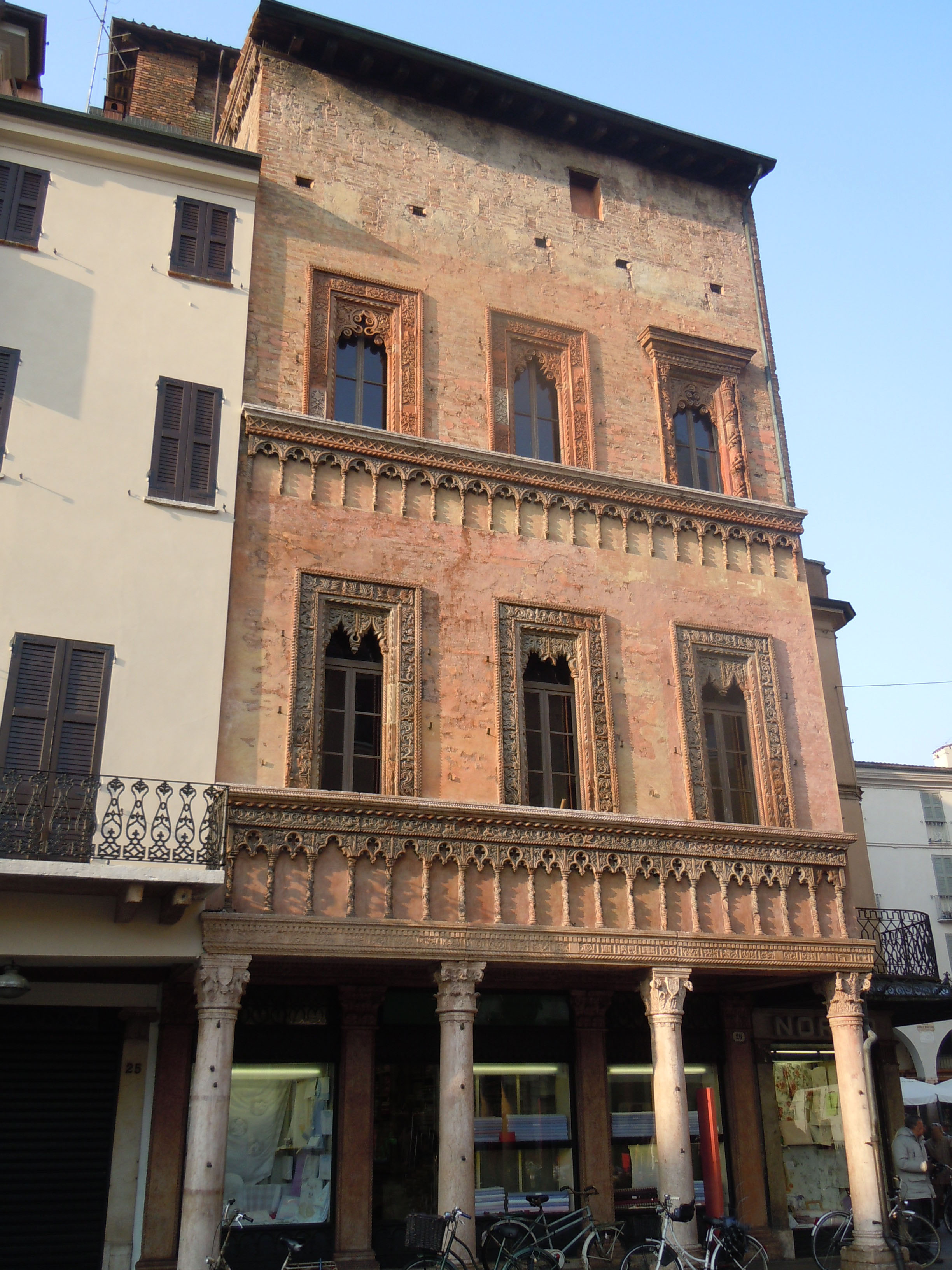
Casa del Mercante

Die Casa del Mercante oder Casa di Boniforte da Concorezzo ist ein historisches Gebäude auf der Piazza delle Erbe in Mantua, an der Ecke zur Piazza Andrea Mantegna.

## Geschichte und Beschreibung
Das Gebäude wurde von Giovanni Boniforte da Concorezzo, einem reichen Textilhändler aus Brianza, in Auftrag gegeben. Dieser hatte sich im Jahr 1455 in der Stadt niedergelassen, zu der Zeit, als die Stadt vom Markgraf von Mantua Ludovico III. Gonzaga regiert wurde. Boniforte war auch Hoflieferant der Gonzaga und hatte eine Bartolomea Gonzaga geheiratet.
Das dreistöckige Gebäude hat eine Fassade aus Terrakotta mit spätgotischen und orientalischen Motiven im venezianischen Geschmack, die damals mit kleinen vergoldeten Blättern verziert war. Dem Erdgeschoss ist ein Portikus vorgestellt, der von Säulen aus rotem Veroneser Marmor getragen wird. Auf dem Architrav sind die folgenden Inschriften zu lesen: „(ZO)HANBONIFORT DA CONCHOREZO AFAT FAR QUESTA OPERA DELANO 1455“ (lombardisch) und „IOHANES BONIFORT DE CONCORESIO HOC OPUS FIERI FECIT SUB ANNO DOMINI 1455“ (Latein).
Hinter dem Haus steht der mittelalterliche Torre del Salaro.